# Isabel Elbal Sánchez
María Isabel Elbal Sánchez (Madrid, 1969) és una advocada especialitzada en Dret penal i exprofessora de Dret processal penal al Centre d'Estudis del Col·legi d'Advocats de Madrid. És assessora de l'European Center for Constitutional and Human Rights de Berlín i del Palestinian Center for Human Rights de Gaza. A més, és membre de l'equip de litigis estratègics de l'Observatori DESC de Barcelona.

## Trajectòria
Regenta amb la seva parella, Gonzalo Boye, el despatx d'advocats Despacho Boye-Elbal. Va ser l'advocada de Willy Toledo després que l'organització ultraconservadora Asociación de Abogados Cristianos denunciés l'actor per blasfèmia el 2018, en un cas que fou força mediàtic, com també en la causa contra l'acció de protesta Aturem el Parlament i en el judici contra el cantant César Strawberry per haver fet cinc tuits.
Al llarg de la seva carrera professional, ha exercit l'acusació particular en el judici de l'11-M, s'ha querellat contra Luis Bárcenas, i ha defensat Edward Snowden, Sito Miñanco i Rodrigo Lanza en el cas 4F.
Des del 2017 forma part de la defensa internacional dels membres del Govern de la Generalitat, Carles Puigdemont, Toni Comín i Meritxell Serret, que es troben a l'exili.

## Obra publicada
- Contrapoder ¡Desmontando el régimen!, amb Gonzalo Boye, Rafael Escudero, Sebastián Martín (Roca Editorial, 2015) ISBN 9788416498826